# 曼斯菲爾德莊園
《曼斯菲爾德莊園》（英語：Mansfield Park），是英國小說家簡·奧斯丁的小說。1812年至1814年間寫於查頓（Chawton Cottage），並於1814年由出版了《傲慢與偏見》和《理智與情感》的Mr. Egerton出版。第二版則由後來出版了《愛瑪》的John Murray接手。這本書被認為是奧斯丁小說中最嚴肅沉悶而有爭議的作品。

## 內容簡介
寄人籬下的范妮（又譯芬妮）自小受富有的姨母和姨丈-貝特倫夫人和托馬斯爵士扶養，與四個表兄姊，湯姆、埃德蒙、瑪麗亞和朱麗亞一起在曼斯菲爾德莊園長大，但常受到不平等的對待，瑪麗亞和朱麗亞被寵壞了，十分虛榮，湯姆則既不負責又嗜賭，唯有善良表兄埃德蒙平等親切的待他。隨當時間增長，范妮的感激更逐漸轉化為暗戀。
小孩們漸長大了，托馬斯爵士為在安提瓜島的農園生意，須離開一段長時間。而在莊園主人離開的兩年間，思想新潮、玩世不恭的克勞福特兄妹 - 亨利和瑪麗的到來，給平靜的曼斯菲爾德莊園帶來了波瀾。瑪麗是位迷人的小姐，對范妮很友好，儘管埃德蒙感到她並不尊重自己的職業（牧師），仍不禁愛慕她。而亨利，則恣意玩弄曼斯菲爾德莊園兩位小姐的感情，包括已和富有的拉什沃思先生訂婚的瑪麗亞。
曼斯菲爾德莊園的一群年輕人一時興起，欲共演著名劇作「情人的誓言」（lovers' vows）。范妮和埃德蒙持反對立場，認為將敗壞貝特倫的名聲，但埃德蒙最後還是同意參加演出。這場劇讓亨利和瑪麗亞首次有機會公開調情。在演出前幾天，托馬斯爵士突然返家，令整個計劃告吹。亨利離開了莊園，瑪麗亞緊接跟拉什沃思先生結婚，而且將朱麗亞也一併帶去渡蜜月。范妮長越來越好看，托馬斯爵士開始比較注意她了。
亨利回到曼斯菲爾德莊園來，而且打算讓范妮愛上他而從中取樂，但范妮的真誠和善良反而使他自己迷上，繼而向她求婚。但范妮因留意到他之前跟瑪麗亞和朱麗亞調情的非君子之舉，亦因為自己對埃德蒙的愛 - 乾脆地拒絕他了。由於這對范妮是極好的婚事，大家都很吃驚。為了讓范妮體會金錢的可貴，托馬斯爵士將她送回她窮困的老家。這個計畫漸漸起了效果，范妮開始懷念起優渥的生活；同時，亨利忽然上門，向她證明自己已改過自新，范妮的態度總算開始軟化，但始終沒有接受他。
但亨利走了不久，范妮隨即聽說亨利和瑪麗亞私奔的消息，原來他們在倫敦遇見了對方。更糟的是，朱麗亞亦同時跟一名叫耶茨先生的人私奔了，湯姆又生下重病。范妮馬上趕回曼斯菲爾德莊園，瑪麗也在那裡，但她對亨利私奔一事的看法終於暴露了本性。埃德蒙看凊事實，跟她斷絕關係而轉而親近范妮，而他們兩人最終也結婚了。

## 主要角色
- 范妮·普萊斯（Fanny Price）敏感怕羞、樸實善良的女子。母親不顧家人反對嫁給了海軍軍官，丈夫退役後撫養眾多孩子捉襟見肘。於是將范妮寄養在有錢姨母家。范妮在曼斯菲爾德莊園長大，漸漸愛上表兄埃德蒙，但埃德蒙似乎只把她當作溫順的妹妹。小說中大部分故事都發生在范妮15歲至17歲之間。
- 貝特倫夫人（Lady Bertram）范妮的姨母，嫁給了富有的托馬斯爵士。養尊處優，神經質。
- 諾里斯太太（Mrs Norris）范妮的的另一位姨母，苛刻的寡婦。住在曼斯菲爾德莊園附近。她過世的丈夫曾是當地牧師。
- 托馬斯爵士（Sir Thomas Bertram）范妮的姨父。曼斯菲爾德莊園的主人，在安提瓜也有產業。嚴肅正經。
- 湯姆·貝特倫（Tom Bertram）托馬斯爵士長子，比范妮大七歲。浮誇不實的紈褲子弟。後得熱病幾乎死去。
- 埃德蒙·貝特倫（Edmund Bertram）托馬斯爵士次子，比范妮大六歲。理想是做牧師。他是唯一平等親切地對待范妮的人，對范妮有很大影響力。認識瑪麗·克勞福特後愛上了她。
- 瑪麗亞·貝特倫（Maria Bertram）托馬斯爵士長女，比范妮大三歲。與富有的拉什沃思先生訂婚，後來卻迷上了亨利·克勞福特。
- 朱麗亞·貝特倫（Julia Bertram）托馬斯爵士次女，比范妮大兩歲。很喜歡亨利·克勞福特，卻發現後者似乎更偏愛已經訂婚的姐姐。後來與耶茨先生私奔。
- 格蘭特太太（Mrs Grant）曼斯菲爾德現任牧師的太太。克勞福特兄妹的姐姐。
- 亨利·克勞福特（Mr Henry Crawford）風度翩翩的單身漢。周旋於瑪麗亞、朱麗亞之間，後來甚至開始追求范妮。
- 瑪麗·克勞福特（Miss Mary Crawford）漂亮迷人觀念新潮的小姐。對埃德蒙青睞有加。
- 拉什沃思先生(Mr Rushworth) 富有但愚蠢的繼承人，後與瑪麗亞結婚。
- 耶茨先生(Mr Yates) 湯姆的好友。追求朱麗亞。
- 威廉·普萊斯(William Price) 范妮的兄長，和范妮很親近。後來做了海軍候補軍官。
- 蘇珊·普萊斯(Susan Price) 范妮的妹妹。

## 評價
曼斯菲爾德莊園是奧斯丁小說中最有爭議的作品，也可能是最不受歡迎的。攝政時期的評論家對小說中的正統道德觀讚賞有加，但現代讀者往往無法欣賞主人公范妮的羞怯性格和一些過於傳統守舊的觀念。奧斯丁本人的母親曾認為范妮這個人物「淡而無味」（insipid）。也有評論家指出，范妮的性格複雜、有洞察力，特別在故事後期顯示出勇氣和自尊。
小說中帶有很多諷刺意味，特別是涉及到兩位姨母時。范妮的家庭出身比奧斯丁其他小說的主人公明顯低一個檔次，就這一點來說這本小說可能是奧斯丁著作中最現實主義的。愛德華·薩義德曾經指出，奧斯丁對於曼斯菲爾德莊園的經濟基礎是奴隸制這一點避而不談，正顯示了西方文化對於奴隸制度和帝國主義帶來的物質利益缺乏自省坦然受之的態度。也有的評論家，如Gabrielle White認為Said失之偏頗，奧斯丁等同時期西方作家對奴隸制是有認識且持反對態度的。Claire Tomalin指出一貫羞怯的范妮曾經就奴隸貿易質疑過姨夫，認為這種貿易是不道德的。

## 影響
- 在哈利·波特系列中，霍格華茲學院的看守人有一隻貓名叫諾里斯太太（Mrs Norris）
- 1990年Whit Stillman的喜劇電影《大都會》（Metropolitan）中套用了曼斯菲爾德莊園的情節，將背景轉換到當代的紐約。劇中人物爭辯時也引用了奧斯丁作品。
- 2018年中国大陆热播剧《知否，知否，应是绿肥红瘦》中也套用了曼斯菲尔德庄园的情节，原著作者亦承认其作品受曼斯菲尔德庄园影响颇深。

## 中文譯本
在大陸，曼斯菲爾德莊園是奧斯丁小說中比較晚譯介的。80年代有秭佩的譯本，90年代譯林出版社孫致禮翻譯了奧斯丁全集，亦包括本書。

## 改編作品
- 1983年，BBC製作的電視劇集。導演是David Giles，主演包括Sylvestra Le Touzel（范妮），Nicholas Farrell（埃德蒙），Anna Massey（諾裡斯太太）
- 1999年，電影版。導演是Patricia Rozema，主演包括Frances O'Connor（范妮），Jonny Lee Miller（埃德蒙，他在83版中扮演范妮的一個弟弟）。這個版本對故事進行了較大改動。
- 2007年，Company Pictures製作、ITV1播出的新版電視劇集。主演是Billie Piper（范妮）

## 外部連結
- 曼斯菲爾德莊園年表 http://www.jimandellen.org/austen/mp.calendar.html （页面存档备份，存于）
- Mansfield Park - 古腾堡计划
- Mansfield Park 免費有聲版 LibriVox
- GradeSaver study guide: Mansfield Park （页面存档备份，存于）
- 1999年電影版imdb （页面存档备份，存于）